# Chlorophorus gratiosus
Chlorophorus gratiosus är en skalbaggsart som först beskrevs av Sylvain Auguste de Marseul 1868.  Chlorophorus gratiosus ingår i släktet Chlorophorus och familjen långhorningar. Inga underarter finns listade i Catalogue of Life.